# La Castañal
La Castañal ist ein Weiler in der Parroquia Pola de Laviana der Gemeinde Laviana in der autonomen Gemeinschaft Asturien in Spanien.

## Geographie
La Castañal ist ein Dorf bzw. Weiler mit 6 Einwohnern (2011). Es liegt auf 536 m. La Castañal ist 2,5 km von Pola de Laviana, dem Hauptort der Gemeinde 
Laviana entfernt.
In La Castañal herrschen angenehm milde Sommer mit ebenfalls milden, selten strengen Wintern vor. In den Hochlagen können die Winter durchaus streng werden.

## Wirtschaft
Der Weiler besteht aus einem landwirtschaftlichen Betrieb. Seit 2007 wird auch eine Ferienwohnung angeboten. Land- und Forstwirtschaft sowie der Abbau von Kohle und Eisen haben die Region seit Jahrhunderten geprägt.